# 市川荒五郎 (4代目)

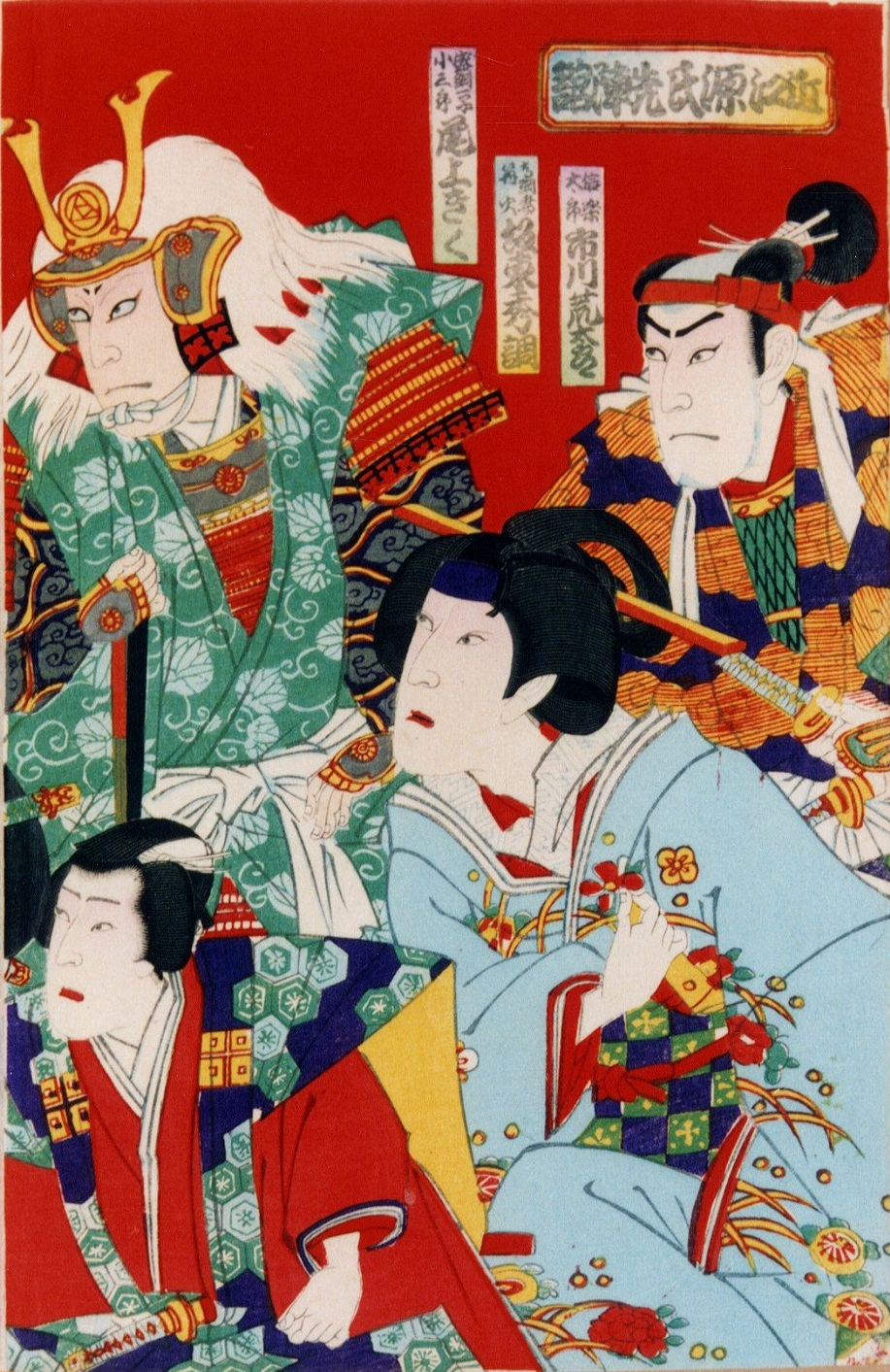
『近江源氏先陣館』（三代目歌川国貞、1890年5月）の一部、右が荒太郎（四代目市川荒五郎）、左上は四代目中村芝翫。

四代目 市川 荒五郎（いちかわ あらごろう、1861年4月15日 - 1930年5月17日）は、日本の俳優（歌舞伎役者、元子役）である。本名・初期芸名市川 楠三郎（いちかわ なんざぶろう）、前芸名初代 市川 荒太郎（しょだい いちかわ あらたろう）。俳名は市眼（しがん）、屋号は三河屋（みかわや）。関西歌舞伎の敵役を得意とした役者として知られる。

## 人物・来歴
1861年4月15日（文久元年3月6日）、摂津国西成郡堂島桜橋南詰（現在の大阪府大阪市北区曽根崎新地）に生まれる。父は三代目市川荒五郎（1833年 - 1906年）。弟にのちに横浜で人気を得た「ハマの團十郎」こと市川荒二郎（1870年 - 1935年、市川荒次郎とは異なる）がいる。
数え年8歳になる1869年11月（明治2年旧暦10月）、大阪・稲荷座で本名の市川 楠三郎の名で出演、『殿下茶屋聚』（『天下茶屋』）の幸右衛門の息子役を演じ、初舞台に立つ。以来、大阪で出演を続ける。1875年（明治8年）、初代 市川 荒太郎に改名する。1880年（明治13年）、『殿下茶屋聚』（『天下茶屋』）の元右衛門を演じて、名題に昇進した。荒太郎の時代、1890年（明治23年）5月には、新富座で初代中村鴈治郎が佐々木盛綱を演じた『盛綱陣屋』に出演して信楽太郎を演じ、その姿を『近江源氏先陣館』として三代目歌川国貞が描いた錦絵が残っている。1897年（明治30年）、養子でのちの二代目市川荒太郎を子役の「市川保太郎」として初舞台に上げている。
1906年（明治39年）2月24日、父の三代目市川荒五郎が亡くなったのを受け、同年9月、大阪・弁天座で『妙心寺』の明智を演じて、四代目 市川 荒五郎を襲名した。翌1907年（明治40年）9月には、弁天座で保太郎に二代目市川荒太郎を襲名させている。実子でのちの三代目市川荒太郎が生まれたのは、1912年（明治45年）のことであり、1916年（大正5年）には「市川たけを」の名で初舞台に上げている。『人気役者の戸籍調べ』（1919年）および『現代俳優名鑑』（1923年）によれば、当時は大阪市南区阪町69番地（現在の同市中央区難波）に住み、当たり役は、『神霊矢口渡』の頓兵衛、『時今也桔梗旗上』の明智光秀、『二蓋笠柳生実記』の大久保彦左衛門、『常盤松芽生源氏』の熊坂であった。松竹に属して弁天座あるいは八千代座に出演、満62歳当時は、身長五尺五寸（約166.7センチメートル）、体重十五貫匁（約56.3キログラム）であった。
1925年（大正14年）12月5日、養子の二代目市川荒太郎を喪う。その4年半後、1930年（昭和5年）5月17日、死去した。満69歳没。市川荒太郎の名跡は、1941年（昭和16年）2月に実子が三代目を継承したが、市川荒五郎の名跡は四代目の没以降、2014年（平成26年）に九代目市川團蔵の門人がこれを五代目として襲うまでの間ながらく空白であった。